# Pomnik Stefana Wielkiego w Kiszyniowie
Pomnik Stefana Wielkiego (rum. Monumentul lui Ștefan cel Mare) – pomnik znajdujący się w pobliżu głównego wejścia do Parku Stefana Wielkiego w sektorze Centru Kiszyniowa, stolicy Mołdawii, przy głównym bulwarze mołdawskiej stolicy - Bulwarze Stefana Wielkiego i Świętego.

## Historia
Pomnik Stefana Wielkiego został zaprojektowany przez Alexandru Plămădeală w 1923 roku. Został odlany w Bukareszcie, w odlewni Rîșcanu, w 1927 roku, z brązu pochodzącego z 6 dużych armat zdobytych na Osmanach podczas wojny o niepodległość Rumunii w latach 1877-1878. Pomnik został odsłonięty 29 kwietnia 1928 roku, w dziesiątą rocznicę włączenia Besarabii do Rumunii w miejscu, w którym znajdował się zburzony 10 lat wcześniej pomnik cara Aleksandra II. Został zamontowany na kamiennym cokole wydobytym z kamieniołomu w Cosăuți.
Na kilka dni przed wkroczeniem wojsk sowieckich na obszar Besarabii i północnej Bukowiny posąg został przetransportowany do Vaslui, gdzie został zainstalowany obok cerkwi św. Jana, ufundowanej przez Stefana Wielkiego. Cokół pozostał w Kiszyniowie i został zburzony. W sierpniu 1942 roku posąg został ponownie ustawiony w Kiszyniowie, przed Łukiem Triumfalnym. W 1944 roku został ponownie przetransportowany, tym razem do Craiovej. W roku 1945 pomnik powrócił do Kiszyniowa, ale zmieniono jego lokalizację. 
W latach 1988–1989 przed pomnikiem odbywały się wiece mołdawskiej opozycji - Demokratycznego Ruchu na rzecz Przebudowy.
W 1990 roku pomnik został odrestaurowany i ponownie ustawiony na nowym cokole w pierwotnym miejscu.

## Galeria

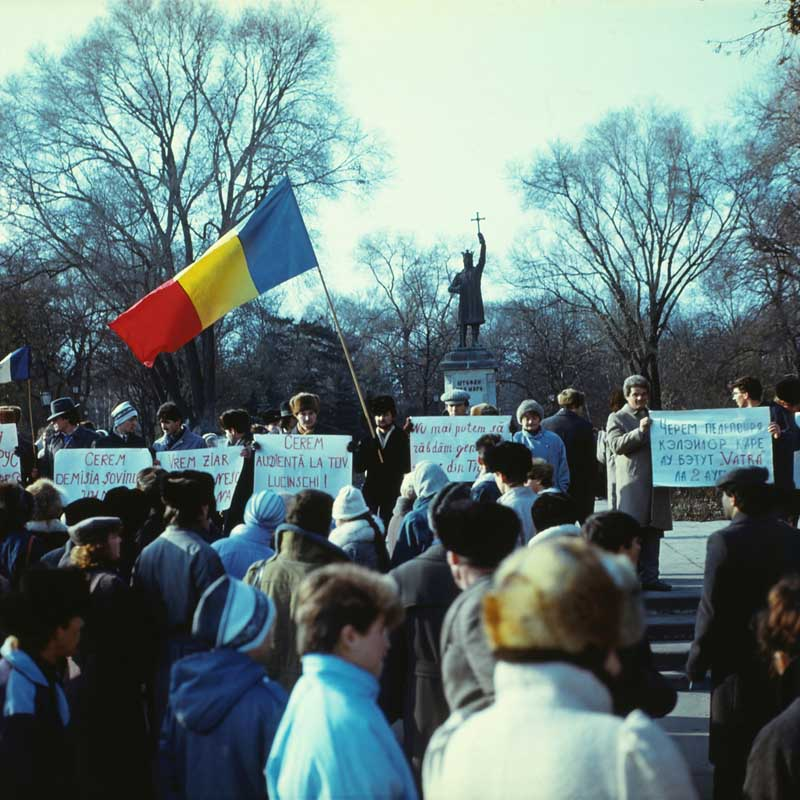
Demonstracje pod pomnikiem (1989)
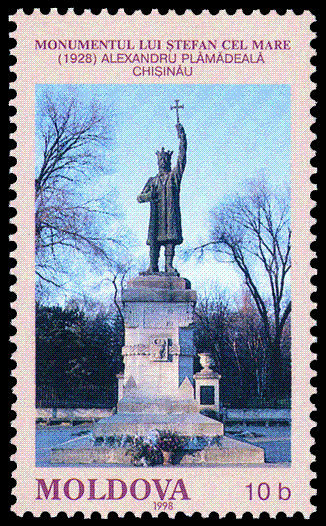
Znaczek pocztowy (1998)
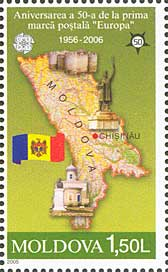
Znaczek pocztowy (2005)
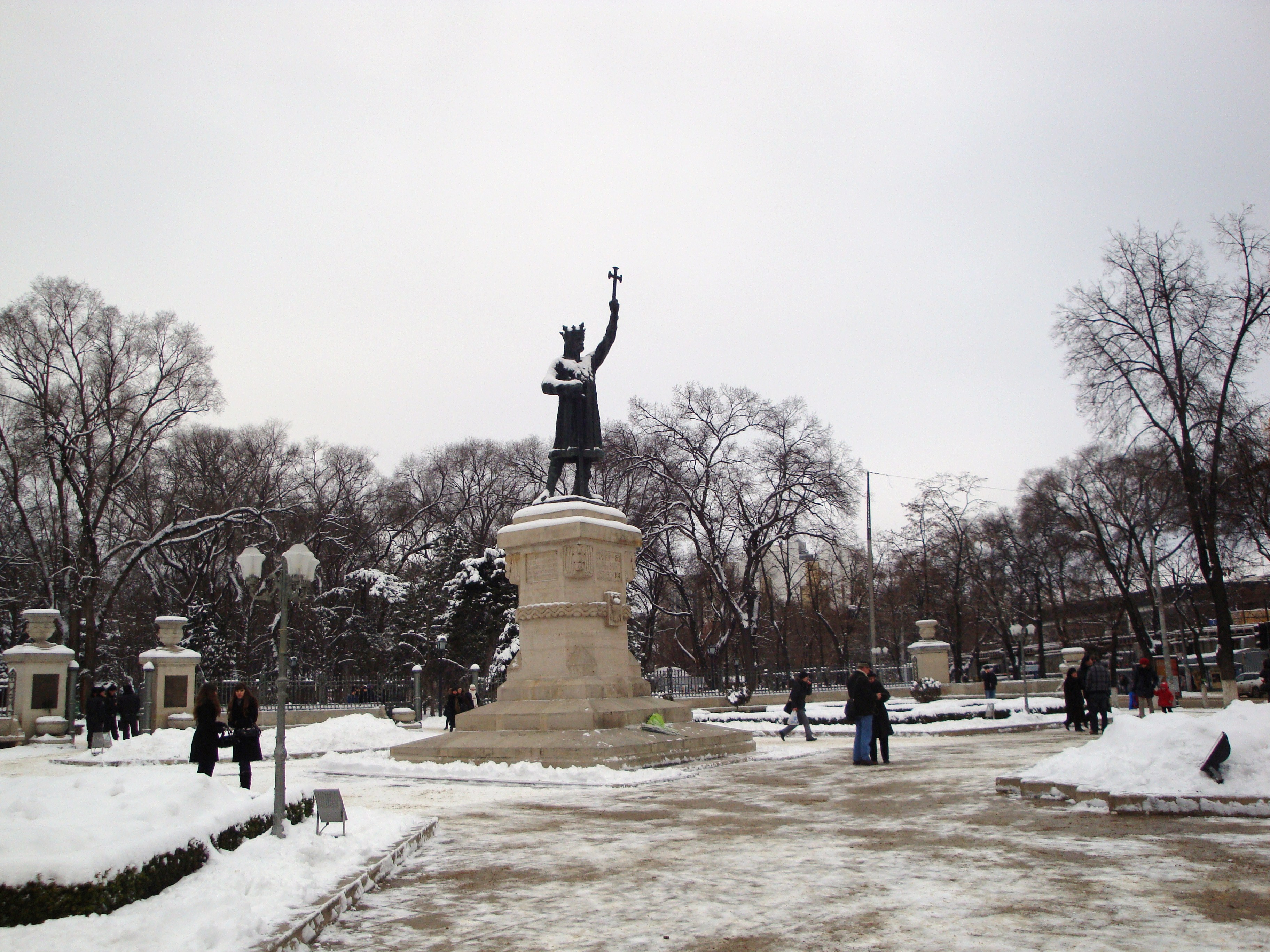
Pomnik zimą